# Marinkova bara
Marinkova bara (en serbe cyrillique : Маринкова бара) est un quartier de Belgrade, la capitale de la Serbie. Il est situé dans la municipalité de Voždovac.

## Localisation
Marinkova bara, le « marais de Marinko » est situé au nord de la municipalité de Voždovac, le long de la partie méridionale de l'autoroute Belgrade-Niš, dans la vallée du Mokroluški potok. Le quartier est bordé par ceux de Dušanovac (à l'ouest), de Braće Jerković (au sud), de Medaković (au sud-est et à l'est) et par le quartier de Konjarnik (au nord, de l'autre côté de l'autoroute).

## Caractéristiques
Le quartier de Marinkova bara s'est développé dans les années 1920 et 1930 à l'époque où l'actuel quartier constituait un petit village dans les faubourgs de Belgrade. Il est aujourd'hui habité principalement par des gens modestes, avec des maisons possédant une cour commune. La plupart des habitants sont des Roms et le quartier, plutôt ancien, est urbanisé ; pour cette raison, il n'est pas classé en tant que bidonville.
Le quartier est connu pour ses petites boutiques de réparation et d'artisanat. Il abrite également les installations de la société d'énergie Elektrodistribucija Beograd.

## Siva Stena
Siva Stena (en serbe cyrillique : Сива Стена) constitue une extension méridionale de Marinkova bara. Autrefois les deux quartiers étaient considérés comme formant un ensemble ; aujourd'hui, le centre de Siva Stena est situé au centre d'une rue qui porte son nom et qui relie les rues Braće Jerković (à l'ouest) et Zaplanjska (à l'est). Avant la Seconde Guerre mondiale, la plupart des secteurs de l'ancien quartier de Marinkova bara-Siva Stena étaient des faubourgs de Belgrade ; ils sont aujourd'hui occupés par le Cimetière central de Belgrade (en serbe : Centralno groblje), construit en 1939 ; les extensions est et sud ont été détachées du quartier et urbanisées ; et, depuis les années 1960, elles ont été pour les unes rattachées aux quartier de Medaković I et, pour les autres, à celui de Braće Jerković.
Aujourd'hui, Siva Stena constitue une « communauté locale » (mesna zajednica). En 2002, elle comptait 6 960 habitants.